# 炒肝
炒肝儿是北京的一种传统小吃，以猪的肝臟，大腸等为主料，以蒜等为辅料，以淀粉勾芡做成的北京小吃:124。最初吃炒肝时讲究沿碗周围抿并要求搭配着小包子一块吃，但现在吃炒肝早已没有那么多讲究了。

## 起源

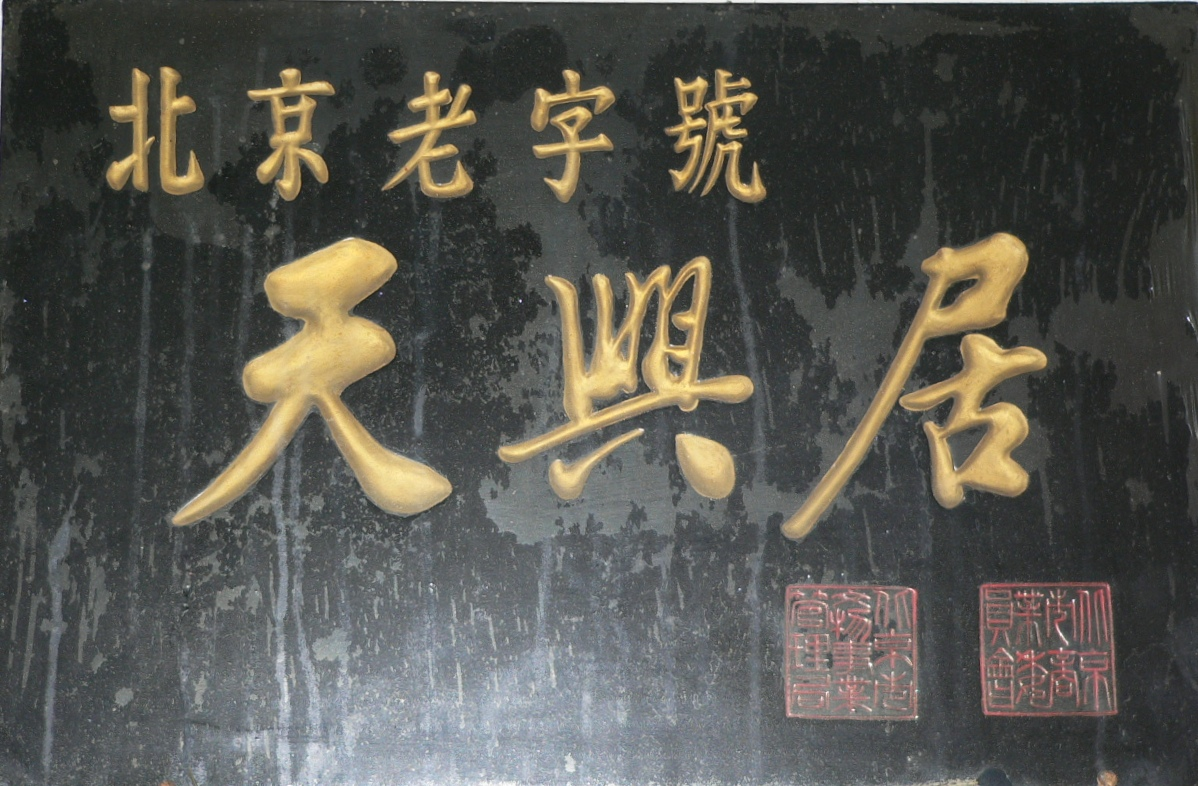
北京天兴居的老字号牌匾

北京的炒肝是由宋代民间食品“熬肝”和“炒肺”发展而来的。但是更常见的说法是，炒肝是前门鲜鱼口胡同的会仙居在1900年前后在白汤杂碎的基础上，根据《北京新报》负责人杨曼青的建议，去掉猪心、猪肺，加上酱色并用淀粉勾芡而发明的:115。因此，会仙居被认为是炒肝的创制者。中华人民共和国成立后，会仙居与天兴居于1956年合并，以原天兴居为店址:117。1997年12月，北京天兴居制作的炒肝被中国烹饪协会授予中华名小吃称号。
因炒肝的配料中有猪的心脏和肺，故而当时京城曾流传“炒肝不勾芡——熬心熬肺”的歇后语，这句歇后语引起会仙居掌柜的不悦，遂从炒肝的配料中出去心脏和肺，却又因此落下“会仙居炒肝—没心没肺”的歇后语，至今炒肝的配料中仍然没有心和肺。
另一种说法认为，炒肝源自满族按照萨满教习俗杀猪祭神、并分食祭肉后，将肠、肚等内脏烩成一锅由众人分食的习惯。满族清兵入关入主中原之後，将这一习惯带至北京。由于满洲王公贵族、八旗佐领等大户人家按习俗每日均杀猪，因此剩余大量祭肉及動物內臟肝、肠、肚、肺等下水，无法食尽，遂出售给小贩，逐渐发展出白煮肉、炒肝、卤煮火烧等多种小吃。炒肝中的“炒”字并非汉语中用油翻炒之意，而是源于满语“colambi”，此字虽译自汉语“炒”字，但意思更为广泛，烹、炒、煎、熬均称之为“炒”。炒肝虽为水煮，但最终熬为浓汁，餘汤极少，因此使用“炒”字而不用“煮”字（满语为bujumbi）。另一种北京传统小吃“炒红果”也是将红果炖熟、熬为浓汁而成。

## 炒肝食俗
北京人傳統吃炒肝並不用湯匙筷子，而是整碗端起來喝。所以從前若有人吃炒肝用匙筷，老北京人一看就知道此人必為外地人。一碗炒肝配豆浆，一笼包子蘸点醋，很多北京人就偏愛於此。

有些地方的炒肝在出品时是故意打满到溢出的状态，然后端上来后端着碗沿着碗口吸一圈，然后喝下去，由此也出现了说老北京炒肝叫“喝”不叫“吃”，用勺吃不正宗的说法

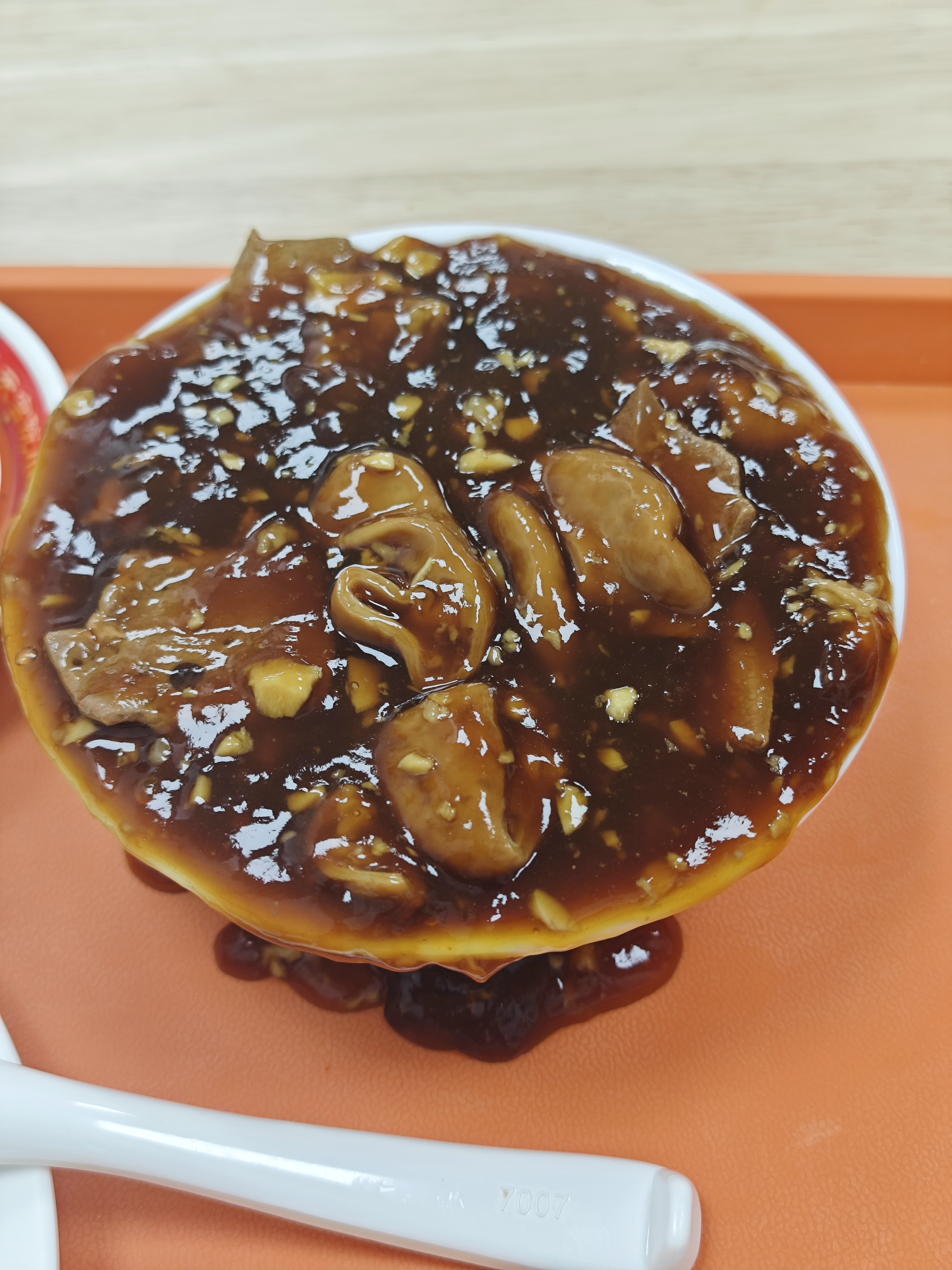
一碗炒肝
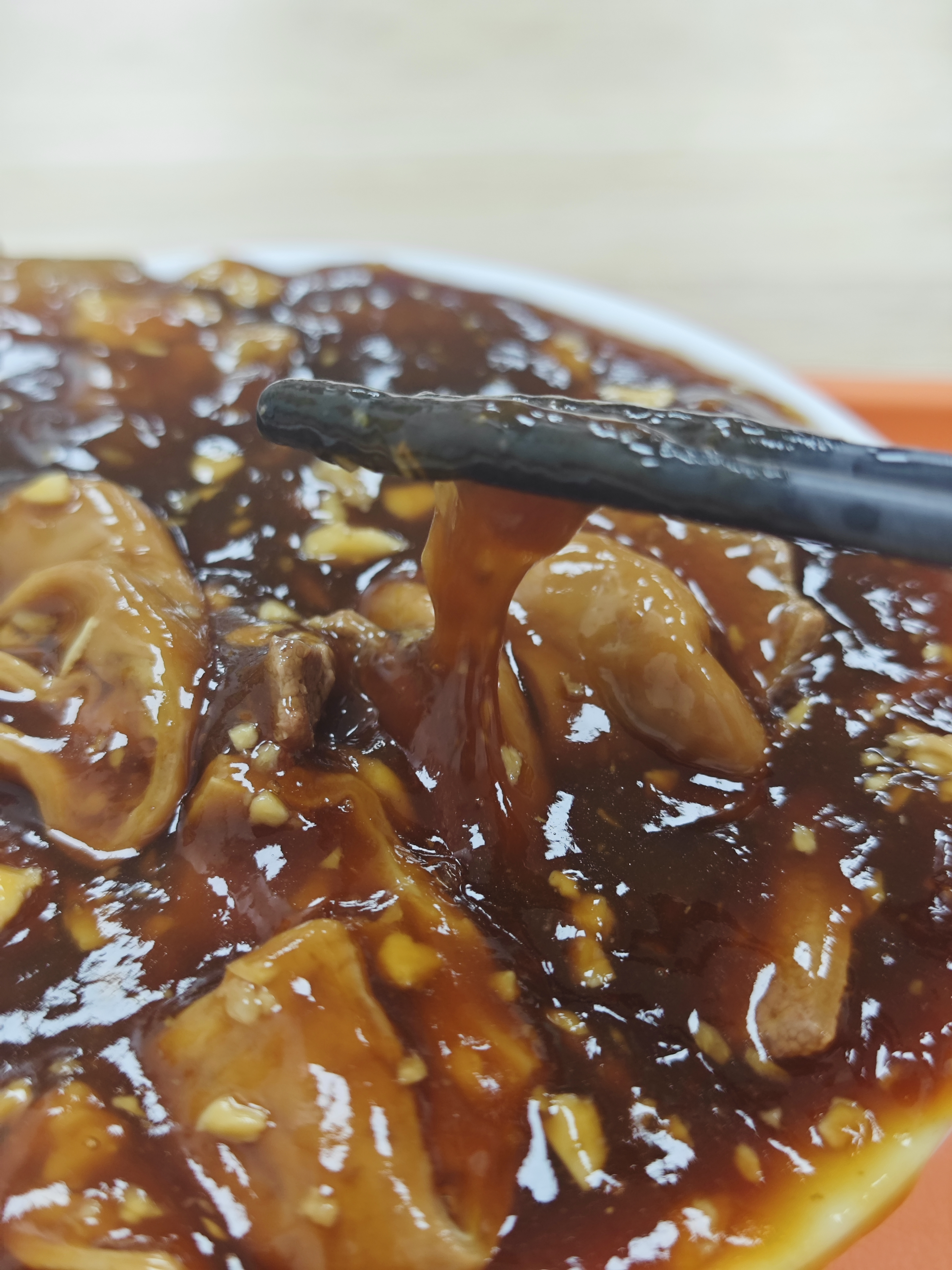
用筷子挑起一块炒肝的汤汁，可以看到汤汁是很浓稠的

## 以炒肝为说辞的北京歇后语、俏皮话
- 猪八戒吃炒肝——自残骨肉
- 你这人跟炒肝似的——没心没肺
- 炒肝不勾芡——熬心熬肺
- 会仙居炒肝——没心没肺

## 相关历史事件
- 2011年8月18日，美国驻中国大使骆家辉陪同在北京访问的美国副总统乔·拜登在北京鼓楼东侧的姚记炒肝店吃炸酱面5人花79元，但并没有点炒肝。
- 2013年12月28日，中共中央總書記習近平到北京月壇慶豐包子鋪點了二兩包子（六個）、一碗炒肝、一份芥菜，一共消費了21元，此事成为广为传播的事件。习在用餐时，曾询问“炒肝怎么这么稠”[7]。